# 404 aC
El 404 aC va ser un any del calendari romà prejulià. Era l'any 350 'Ab urbe condita', o de la fundació de Roma.

## Esdeveniments
- Inici del regnat d'Artaxerxes II de Pèrsia.[1] El seu germà, Cir el Jove, es va revoltar contra ell i va provar d'apunyalar-lo.[2]
- Govern dels Trenta Tirans a Atenes després de la fi de la Guerra del Peloponès.[3]
- Inici del domini d'Esparta a tota Grècia.[4]
- Dionisi el Vell, va atacar Erbessos, ciutat dels sículs a Sicília, aliada dels cartaginesos durant el setge de Siracusa.[5]
- Inici de la Dinastia XXVIII d'Egipte.[6]
- Elecció a Roma dels Tribuns amb potestat consular Gai Valeri Potit Volús, Mani Sergi Fidenat, Publi Corneli Maluginense, Gneu Corneli Cos, Cesó Fabi Ambust i Espuri Nauci Rútil.[7]

## Necrològiques
- Alcibíades (general atenenc).[8]
- Assassinat de Fidó d'Atenes a Atenes.[9]
- Darios II, Rei dels reis de l'Imperi Persa.[10]